# Pomerol (1930)
OF Pomerol P 25 – patrolowiec pomocniczy marynarki francuskiej przejęty przez marynarkę brytyjską po klęsce Francji w 1940 r. 18 lipca 1940 roku obsadzony przez marynarzy PMW (wraz z bliźniaczym patrolowcem Médoc i innymi okrętami francuskimi). Ze względu na zły stan techniczny, okręty z polskimi załogami nie wychodziły w morze. 12 listopada 1940 roku zwrócony władzom brytyjskim. 25 września 1940 roku uszkodzony przez niemiecką bombę lotniczą w Plymouth. 8 stycznia 1941 zwrócony marynarce francuskiej. Po wojnie zwrócony armatorowi Worms & Cie.